# Felix Haug
Felix Haug (Zúrich, 27 de marzo de 1952-Uster, 1 de mayo de 2004) fue el batería y tecladista de la banda de Jazz-Pop suizo  de nombre Double desde el tiempo de su creación en 1981 hasta su disolución en 1987. 
Felix Haug estuvo a mediados de los años 70 tocando la batería por Europa, Extremo Oriente, Asia, y Estados Unidos. En 1977 se unió a la orquesta The Lipschitz Orchestra, un grupo big band experimental. Dos años más tarde formó parte de Yello para grabar el álbum Solid Pleasure.
En 1980, fundó el trío de jazz Ping Pong con su amigo Kurt Maloo. Más tarde, los dos se separaron del grupo y fundaron el dúo Double. 
En 1985, consiguieron un éxito internacional con el sencillo "The Captain of Her Heart". Vendió 1,5 millones de copias en todo el mundo e incluso alcanzó el número 16 en las listas de Billboard en Estados Unidos. La canción es considerada una de las producciones suizas más exitosas de todos los tiempos. 
En 1989, Double se disolvió. Haug trabajó como jefe de redacción en la revista de televisión TR7, pero continuó escribiendo canciones, música para comerciales y poniendo música a varias películas para televisión.
Haug falleció de un ataque cardíaco el 1 de mayo de 2004 a la edad de 52 años.
- Datos: Q678585